# The WELL (sito)
The WELL (abbreviazione di Whole Earth 'Lectronic Link) è una delle più vecchie comunità virtuali tuttora attive.

## Storia
Ideato da Stewart Brand e Larry Brilliant nel 1985, il nome è un parziale riferimento ad alcuni dei primi progetti di Brand, come il Whole Earth Catalog. Al giugno 2012, esso possedeva 2693 iscritti al portale. È conosciuta soprattutto per il suo forum, ma fornisce anche un servizio mail, shell account, e pagine web. Le discussioni e gli argomenti su the WELL spaziano dal serio al comico, tutto dipende dalla natura ed interesse dei partecipanti. Ogni "conferenza", o conversazione, ha due moderatori e secondo David Weinberger questo è uno degli elementi che ha contribuito al successo e alla longevità del sito, oltre alla capacità di coinvolgere membri che erano gran conversatori, senza far pagare alcuna quota.